# Plazentaretention

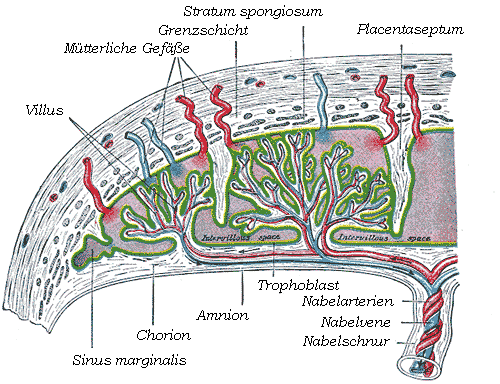
Normaler Aufbau einer Plazenta

Als Plazentaretention (lateinisch Retentio placentae) wird in der Geburtshilfe die Nichtausstoßung, Verhaltung des Mutterkuchens, oder Teilen davon, nach der Geburt genannt. Sie tritt bei etwa einer von 300 Geburten auf. In der Tiermedizin wird dies als Retentio secundinarum (Nachgeburtsverhaltung) bezeichnet.

## Ursachen
Die Retention der Plazenta kann funktionelle und pathologisch-anatomische Ursachen (Implantationsstörungen) haben.
 Einerseits kann ein Krampf des inneren Muttermundes verhindern, dass Mutterkuchen und Eihäute ausgestoßen werden. Die Plazenta wird „eingeklemmt“ und daher auch Placenta incarcerata genannt.
Ein weiterer Grund für eine verzögerte bzw. ausbleibende Nachgeburt kann eine ausbleibende Lösung der Plazenta von der Gebärmutterwand sein. Durch unzureichende Scherkräfte bei zu geringer Gebärmutterkontraktion sowie bei zu kleiner Angriffsfläche aufgrund einer kleinen Plazenta oder Placenta membranacea kann es zum Ausbleiben der Lösung der richtig haftenden Plazenta kommen. Zudem kann der Decidua basalis die dünne Spongiosaschicht fehlen. Damit kommt es zur Placenta adhaerens.
Schließlich können Verwachsungen zwischen Mutterkuchen und Gebärmutterwand weitere Ursachen der Plazentaverhaltung sein. Dabei handelt es sich um Implantationsstörungen, wie die Placenta accreta in unterschiedlicher Ausprägung.

## Symptomatik
Die Plazentalösungszeichen treten unterschiedlich auf. Während die Zeichen bei der eingeklemmten Plazenta positiv werden, bleiben sie bei den anderen Formen negativ. Zudem kann es zu verstärkten Blutungen aus der Gebärmutter kommen, da sich diese bei liegender Plazanta nicht ausreichend zusammenziehen kann. Eine weitere Gefahr, falls keine Ausräumung des Mutterkuchens erfolgt, sind Infektionen (Endometritis), welche in eine Sepsis und damit in einen lebensbedrohlichen Zustand übergehen können.

## Behandlung
Wehenfördernde Medikamente bewirken ein Zusammenziehen der Gebärmutter und fördern die Lösung der Plazenta. Die Entleerung der Harnblase, ein leichtes Reiben der Gebärmutter und ein kurzzeitiger Kältereiz fördern ebenfalls die Kontraktion des Uterus. Bei Bedarf kann zusätzlich der Credé-Handgriff ausgeführt werden.
Bei der Placenta incarcerata können krampflösende Mittel eine Lösung des Krampfs bewirken.
Führen diese Maßnahmen nicht zum Erfolg, ist, wie bei den anderen Formen, eine manuelle Plazentalösung in Narkose notwendig.
Im Extremfällen einer Plazenta increta/percreta kann eine Gebärmutterentfernung notwendig werden, da sich Plazentateile nicht entfernen lassen.